# Sandro Boy
Sandro Boy (né le 5 mars 1993) est un étalon bai de saut d'obstacles allemand appartenant au stud-book de l'Oldenbourg, monté par Marcus Ehning. Avec Ehning, il est vainqueur de la Coupe du monde de saut d'obstacles à Kuala Lumpur en 2006, et a été victorieux dans de nombreux championnats, dont plus de 25 fois dans les Grands Prix. 

## Histoire
Il naît le 5 mars 1993, à l'élevage de Rudolf Meyer en Allemagne. Sandro Boy est remarqué dès son test d'étalon à Münster-Handorf en 1996, obtenant la note maximale en saut. 
En 2004, Sandro Boy est devenu l'étalon VTV de l'année. 
En 2010, à l'âge de 17 ans, il court son avant-dernier Grand Prix au CSI5*W de Bordeaux. Il est mis à la retraite au terme de la coupe du monde de saut d'obstacles de 2011 à Leipzig,.
Il appartient à Josef Estendorfer, Hohenbrunn, jusqu'en 2010, puis à Nybor Pferde GmbH & Co.KG, Borken.
En 2016, il est loué en France par Béligneux le haras. Il retourne en Allemagne fin août 2017, avec son compagnon d'écurie, un poney Shetland nommé « Max ».

## Description
Sandro Boy est un étalon bai, inscrit au stud-book de l'Oldenbourg. Il toise 1,70 m.

## Palmarès
Sa victoire la plus marquante est la finale de la Coupe du monde de saut d'obstacles à Kuala Lumpur en 2006.

### 2003
- Vainqueur du Grand prix du CSI3* de Francfort

### 2004
- Vainqueur du Grand Prix du CSI4*, Großer Wernesgrüner-Preis - Riders Tour-Etape Gera
- Vainqueur du Grand Prix de Londres

### 2005
- Vainqueur du Grand prix du CS4* de Düsseldorf

### 2006
- Weltcupfinale à Kuala Lumpur, als einziges Pferd ohne Fehler in fünf Parcours
- Vainqueur du Grand prix du CSI2* de Francfort
- Vainqueur du Grand Prix du CSI5* de Lyon
- Vainqueur du Grand prix du CSI4* de Zurich

### 2007
- Vainqueur du Grand prix du CSI4*, Großer Preis von Bremen
- Vainqueur du Grand prix du CSI4*, Großer Preis von Hannover (Etappe der Riders Tour)
- Vainqueur du Grand prix du CSIO5*, finale de la Super League à Barcelone

### 2008
- Weltcup-Wertungsprüfung à Bois-le-Duc
- Vainqueur du Grand prix du CSI4* de Francfort (Masters League-Finale)

### 2009
- Vainqueur du Grand prix du CSI2* de Nördlingen.

### 2010
- Vainqueur du Grand prix du CSI4* de Munich (Etape Riders Tour)

## Origines
Sandro Boy est un fils de l'étalon Sandro et de la jument Wiadora, par Grannus.

## Descendance et hommages
Sandro Boy est approuvé à la reproduction dans des stud-books allemands, belges, suédois et français. Sa carrière sportive ayant été privilégiée, il a eu peu de descendants en parallèle. Sabrina et Fantomas de Muze sont les plus connus.
Marcus Ehning cite Sandro Boy parmi les chevaux qui ont influencé sa carrière, bien que le plus marquant soit For Pleasure.